# Yesterday (фильм, 2019)
Yesterday (с англ. — «Вчера») — художественный фильм британского режиссёра Дэнни Бойла, рассказывающий о человеке, который оказывается почти единственным в мире, кто помнит песни группы The Beatles.
В Великобритании фильм вышел в прокат 28 июня 2019 года; российская премьера картины состоялась 19 сентября.

## Сюжет
Джек Малик — заурядный музыкант из Лоустофта (Англия, Саффолк), удел которого — детские утренники и свадьбы. Условную роль менеджера музыканта исполняет его подруга Элли Эпплтон, с которой он знаком ещё со школы. Джеку надоело уничижительное отношение окружающих, безденежье, он собирается сменить профессию, хотя Элли его отговаривает и просит остаться в музыке.
Как раз после их разговора происходит всемирное отключение электричества. Джек, ехавший домой на велосипеде, попадает под автобус. После выздоровления Джек, желая отблагодарить друзей за новую гитару, исполняет им песню «Yesterday». К его изумлению, никто её не слышал и все считают его, Джека Малика, автором композиции. Музыкант, предполагая, что его разыгрывают, обращается к Google и понимает, что попал в некую альтернативную реальность. В ней не слышали про Кока-Колу, сигареты, Гарри Поттера и группы Oasis и, собственно, The Beatles. Джек решает вспомнить песни ливерпульской четвёрки и выдать их за свои. Мелодии Леннона и Маккартни быстро пробивают дорогу к слушателям и набирают миллионы просмотров. Вскоре песни Малика скачивает Эд Ширан и предлагает новоявленному гению рок-музыки выступить у него на разогреве. Менеджер Ширана Дебра Хаммер немедленно приглашает Малика в Лос-Анджелес на запись будущего супер-альбома.
Малик зовёт с собой Элли, но она отказывается, так как её основная профессия — учитель математики, и она не может бросить школу. Джек оказывается вовлечён в водоворот большого музыкального бизнеса. Одновременно Джек не может забыть об Элли и понимает, что любит её. Теперь их разделяет популярность, Джек уже приобрёл статус всемирно известного музыканта. Он не может вспомнить тексты некоторых песен и, якобы в поисках вдохновения, выезжает в Ливерпуль. Музыкант посещает места, прославленные в творчестве Beatles: Strawberry Fields, Penny Lane, могилу Eleanor Rigby. В Мерсисайде Малик встречает приехавшую к нему Элли и приглашает остаться с ним на ночь в номере отеля. Девушка отказывается и предлагает Джеку заняться карьерой. После одного из концертов к нему за сценой заходит странная пара поклонников, которые, оказывается, тоже помнят о Beatles, но не собираются предъявлять обвинения в нарушении авторских прав и только благодарят Джека, что благодаря ему мир не остался без этих песен. Они передают Джеку модель жёлтой подводной лодки и адрес, по которому проживает Джон Леннон. В альтернативной реальности о нём никто не знает, и он дожил до 78 лет. Леннон предлагает Джеку не врать и признаться в чувствах той, которою он любит.
Джек договаривается с Эдом Шираном, что выступит вместе с ним на концерте на Wembley. Исполнив «All you need is love», Джек рассказывает аудитории правду: он не является автором песен и признаётся в любви Элли. Все песни Джек выкладывает в интернет в свободный доступ. В концовке фильма изображена свадьба Джека и Элли и их счастливая семейная жизнь.

## В ролях
- Химеш Патель — Джек Малик
- Лили Джеймс — Элли
- Джоэл Фрай — Роки
- Кейт Маккиннон — Дебра Хаммер
- Эд Ширан — в роли самого себя
- Ламорн Моррис — Стивен
- София Ди Мартино — Кэрол
- Александр Арнольд — Гэвин
- Джеймс Корден — в роли самого себя
- Майкл Киванука — в роли самого себя
- Роберт Карлайл — Джон Леннон (в титрах не указан)

## Производство
Первый трейлер фильма был выпущен 13 февраля 2019 года.
Выход фильма планировался 13 сентября 2019 года, однако затем был перенесён на 28 июня того же года.

## Критика
На сайте Rotten Tomatoes фильм имеет рейтинг 63 % на основе 357 рецензий критиков со средней оценкой 6,3 из 10. На сайте Metacritic фильм получил оценку 55 из 100 на основе 45 рецензий, что соответствует статусу «средние или смешанные отзывы».